# 里耶比尼市鎮
里耶比尼市鎮，曾是拉脫維亞的一個市鎮，設立於2009年，位於該國東部。人口6331，面積631.3平方公里，人口密度約10人/km2。
2021年7月1日，里耶比尼市鎮与其它市镇一起合并至普雷利市鎮。

## 外部連結
- 普雷利市鎮官方網站 （页面存档备份，存于） （拉脱维亚文） （英文） （俄文）